# المزرعة (إب)

تعديل مصدري - تعديل

المزرعة محلة تابعة لقرية العريش، التابعة لعزلة شعب يافع بمديرية إب إحدى مديريات محافظة إب في الجمهورية اليمنية.، بلغ تعداد سكانها 36 حسب تعداد اليمن لعام 2004.